# Sanktuarium Matki Bożej Klenickiej Królowej Pokoju w Otyniu
Sanktuarium Matki Bożej Klenickiej – Królowej Pokoju w Otyniu – sanktuarium i kościół parafialny parafii Podwyższenia Krzyża Świętego w Otyniu, w powiecie nowosolskim (województwo lubuskie), w dekanacie Nowa Sól, diecezja zielonogórsko-gorzowska. Jest jednym z jedenastu sanktuariów należących do diecezji zielonogórsko-gorzowskiej.

## Historia kościoła
Pierwsze wzmianki o kościele pochodzą z 1332. Obecny kościół wybudowano w latach 1585–1587 w stylu późnogotyckim, z wykorzystaniem wcześniejszych murów. W 1676 dobudowano barokową wieżę. Kościół spłonął w 1702, został odbudowany w 1704. 8 grudnia 2005 kościół został ustanowiony sanktuarium Matki Bożej Królowej Pokoju. 8 sierpnia 2012 koło godziny 16 zawaliła się część wieży, kolejna ściana zawaliła się nad ranem 9 sierpnia. W październiku 2014 zakończone zostały prace przy rekonstrukcji wieży.

## Historia figury Matki Bożej
Gotycka, drewniana figurka Matki Bożej Klenickiej pochodzi prawdopodobnie z przełomu XIV i XV wieku. Przedstawia Matkę Bożą trzymającą na lewej ręce Dzieciątko Jezus. Początkowo znajdowała się w kościele w Klenicy. W 1655 w czasie potopu szwedzkiego umieszczona została najpierw w przyzamkowej kaplicy jezuitów w Otyniu, a potem w kościele. Od tamtego czasu figura nie powróciła już na stałe do Klenicy. Od 1665 do 1918 w święto Nawiedzenia Najświętszej Maryi Panny – 2 lipca odbywały się pielgrzymki, podczas których figura Matki Bożej noszona była z Otynia do Klenicy. W 1945 ostatni niemiecki proboszcz ks. Otto Stephan z obawy przed grabieżą nakazał zamurować figurę Maryi w podziemiach zamku. W 1946 proboszcz ks. Antoni Lisak odnalazł figurę wraz z dokumentem potwierdzającym jej autentyczność. W 1952 figura umieszczona została w bocznym ołtarzu otyńskiego kościoła parafialnego. W 2004 figura Matki Bożej Klenickiej przeniesiona została z ołtarza bocznego do ołtarza głównego. 25 czerwca 2006 odbyły się tu obchody jubileuszu 350-lecia obecności figury, połączone z uroczystą rekoronacją, której dokonał bp Adam Dyczkowskii. 29 maja 2022 abp Andrzej Dzięga nałożył nowe korony na figurę Matki Bożej Klenickiej

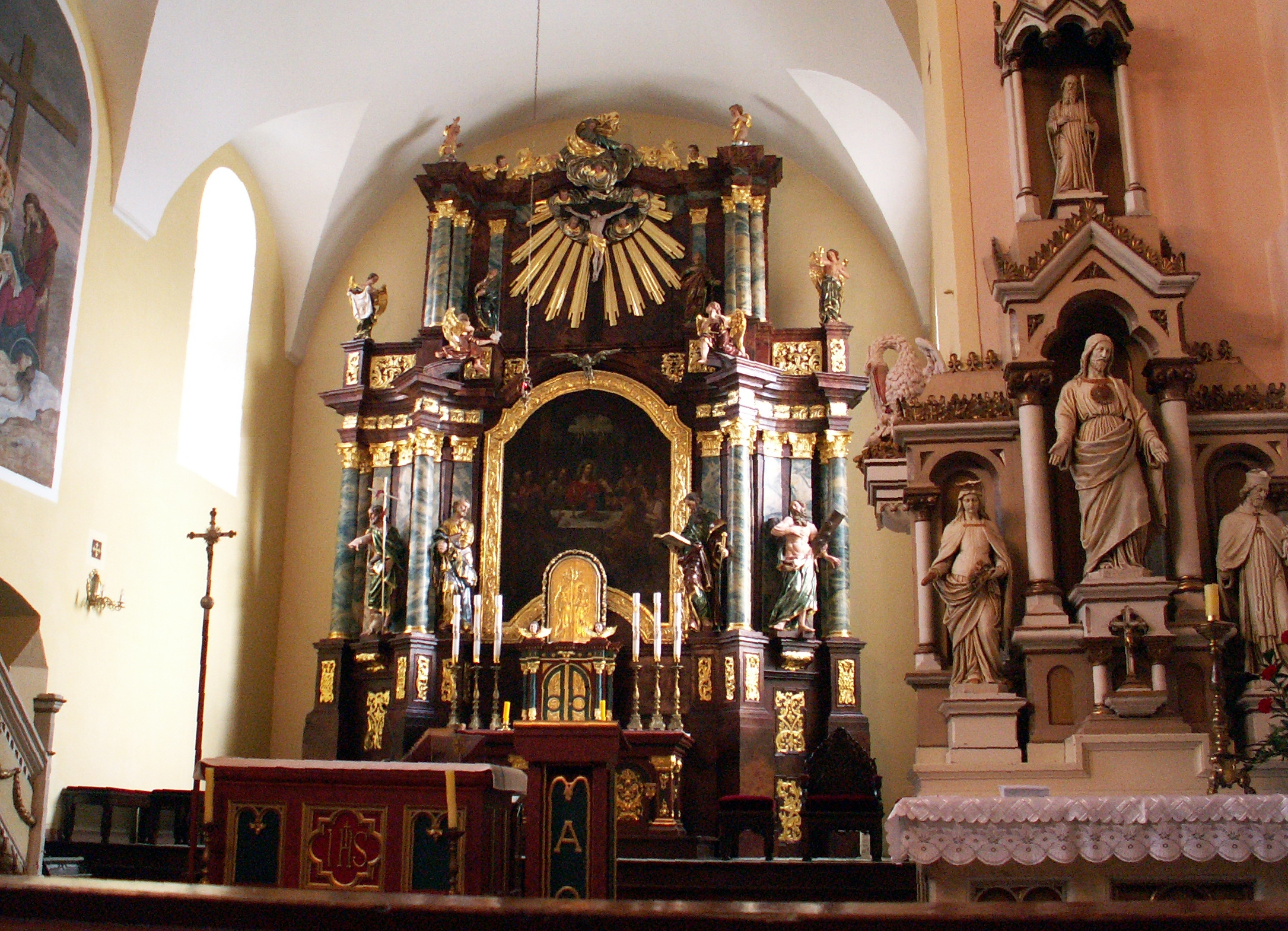
Barokowy ołtarz z XVIII w

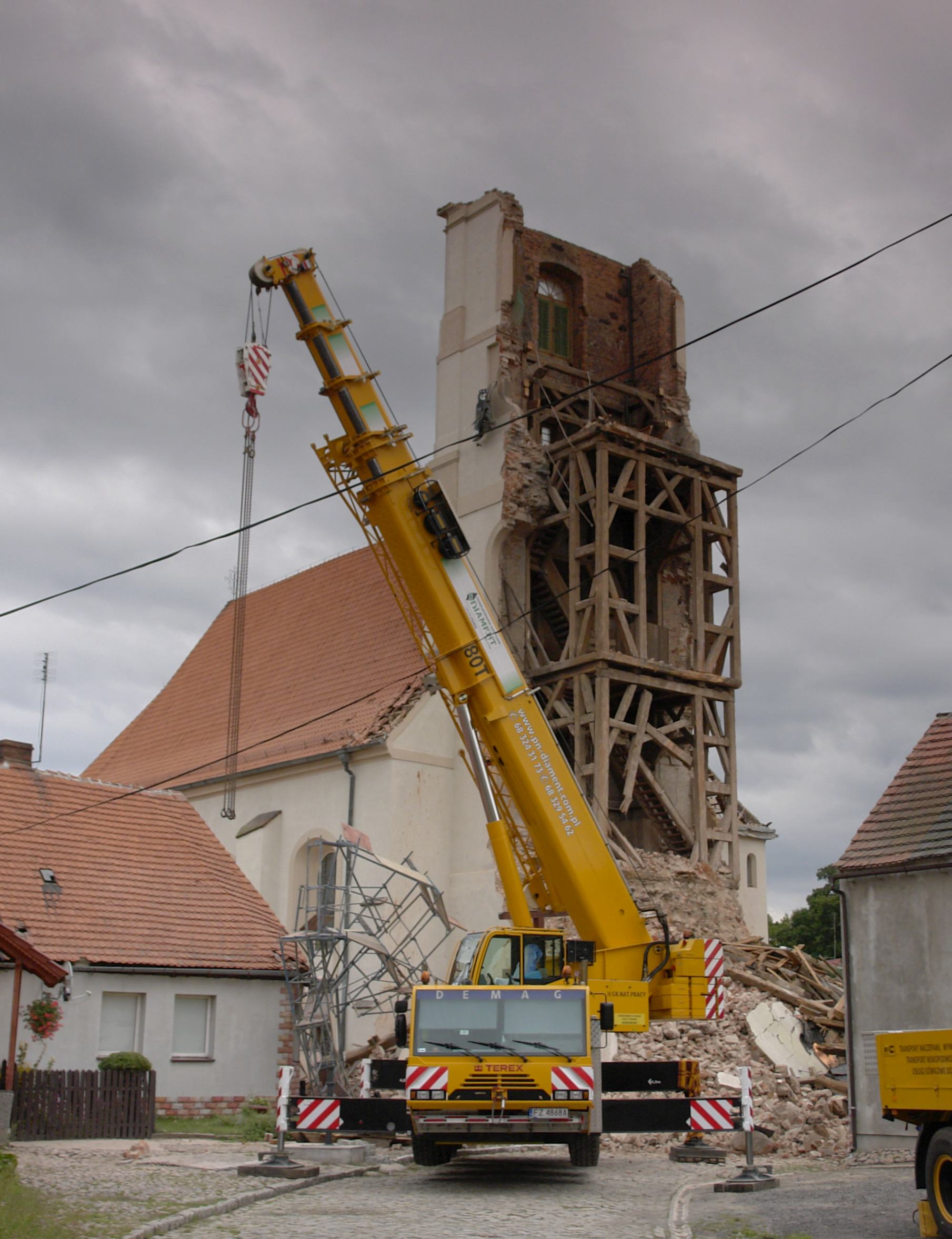
Zawalenie się wieży, sierpień 2012

## Architektura i wnętrze
Kościół jednonawowy zakończony prostokątnym prezbiterium. Wieża barokowa, czworoboczna, trzykondygnacyjna. Wyposażenie wnętrza barokowe. Ołtarz z XVIII wieku. W centralnej części ołtarza znajduje się Cudowna Figura Klenickiej Matki Bożej z Dzieciątkiem.

## Inne
W 2003 reaktywowana została piesza pielgrzymka z figurą Matki Bożej z Otynia do Klenicy. Odbywała się co roku, 1 lipca. Trasa biegła przez Bobrowniki, Dąbrowę, Zabór, Milsko, Bojadła i Klenicę. Dzień później z Klenicy (do 2008 r.) ruszała Diecezjalna Piesza Pielgrzymka Rolników na Jasną Górę. Od 2009 pielgrzymka wyrusza z Otynia z Sanktuarium Matki Bożej Królowej Pokoju.